# Indian Harbour Beach
Indian Harbour Beach è un comune degli Stati Uniti d'America, situato in Florida, nella Contea di Brevard.
Situato a sud della piccola cittadina di Cocoa Beach. Attira molti turisti per le sue azzurre acque e le piccole grandi vie americane, ricche di palme e parchi naturali.